# Buttikon
Buttikon ist eine Ortschaft in der politischen Gemeinde Schübelbach im

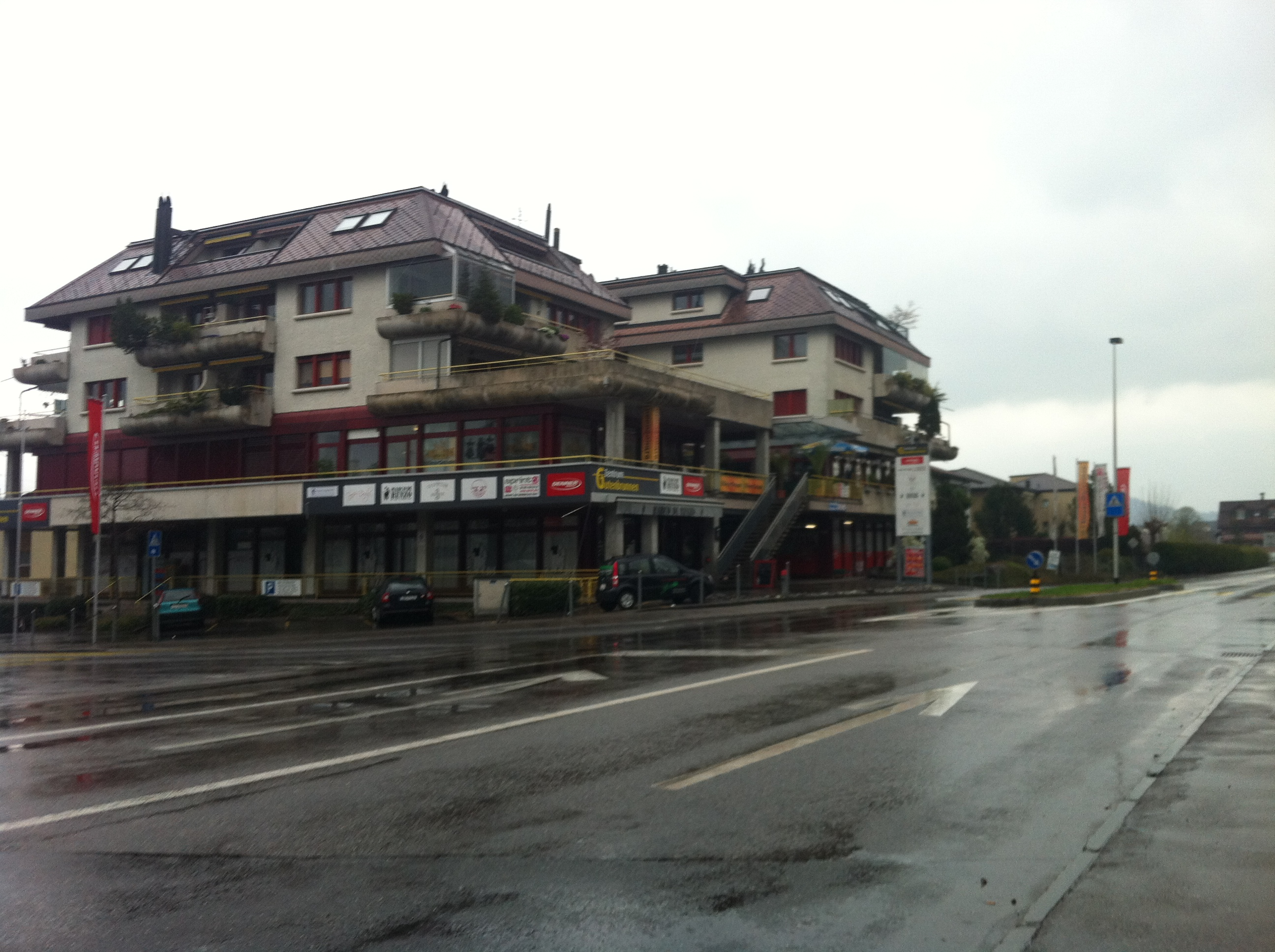
Zentrum Gutenbrunnen

Schweizer Kanton Schwyz.

## Geschichte
Buttikon wurde im Jahr 1045 als Butinchouen erstmals urkundlich erwähnt.

Historisches Luftbild von Werner Friedli von 1964